# Abartzuza
Abartzuza (en basc, en castellà cooficialment Abárzuza) és un municipi de Navarra, a la comarca d'Estella Oriental, dins la merindad d'Estella. Limita al nord amb Ameskoabarren, sud i est amb Deierri i a l'oest amb Allín.

## Gentilici
Els habitants d'Abartzuza solen rebre el nom de dobleros. Sobre el nom del poble, aquest prové de l'euskera. El nom del poble vindria a significar lloc abundant en llenya; d'abar (branca en euskera), zur (fusta) o tzu (sufix abundancial) i -tza (sufix abundancial o locatiu).

## Demografia
| Evolució demogràfica                                 | Evolució demogràfica | Evolució demogràfica | Evolució demogràfica | Evolució demogràfica | Evolució demogràfica | Evolució demogràfica | Evolució demogràfica | Evolució demogràfica | Evolució demogràfica | Evolució demogràfica |
| 1996                                                 | 1998                 | 1999                 | 2000                 | 2001                 | 2002                 | 2003                 | 2004                 | 2005                 | 2006                 | 2007                 |
| ---------------------------------------------------- | -------------------- | -------------------- | -------------------- | -------------------- | -------------------- | -------------------- | -------------------- | -------------------- | -------------------- | -------------------- |
| 508                                                  | 517                  | 514                  | 514                  | 516                  | 510                  | 522                  | 514                  | 534                  | 563                  | 579                  |
| Fonts: Abartzuza i Institut d'Estadística de Navarra |                      |                      |                      |                      |                      |                      |                      |                      |                      |                      |